# Конструкторська документація
Констру́кторська документа́ція (КД) — частина технічної документації у вигляді графічних і текстових документів, котрі в сукупності або окремо, визначають склад і будову виробу та містять необхідні дані для його розробки, виготовлення, контролю, експлуатації, ремонту і утилізації.
Система конструкторської документації (СКД) — комплекс національних стандартів, які встановлюють взаємопов'язані правила розробляння, оформлювання та обігу конструкторської документації. В Україні СКД базується на Єдиній системі конструкторської документації (ЄСКД) та Кресленики технічні. ЄСКД — комплекс державних та міждержавних (за часів СРСР) стандартів, що бере свій початок від СКД, створеної у колишньому СРСР. Кресленики технічні — комплекс державних стандартів, що ґрунтується на міждержавних стандартах ISO.

## Нормативно-технічна документація
- ГОСТ 2.102-68. ЕСКД. Виды и комплектность конструкторских документов.
- ГОСТ 2.103-68. ЕСКД. Стадии разработки.
- ГОСТ 2.201-80. ЕСКД. Обозначение изделий и конструкторских документов.
- ДСТУ ISO 5457:2006 Документація технічна на вироби. Кресленики. Розміри та формати (ISO 5457:1999, IDT).
- ГОСТ 2.105-95. ЕСКД. Общие требования к текстовым документам.
- ГОСТ 2.106-96. ЕСКД. Текстовые документы.

Більш повні переліки стандартів див. ЄСКД та Технічне креслення.

## Класифікація
Конструкторські документи за ЄСКД класифікують:
| За стадіями розробки виробу на: | За характером виконання і використання конструкторських документів (у дужках вказані їх коди) : | За характером виконання і використання конструкторських документів (у дужках вказані їх коди) : |
| --- | --- | --- |
| 1.1. Проєктну конструкторську документацію: Документи технічної пропозиції Документи ескізного проєкту Документи технічного проєкту 1.2. Робочу конструкторську документацію: Документи дослідного зразка Документи серійного (масового) виробництва | 2.1. Графічні документи Кресленик деталі Складальний кресленик (СБ) Кресленик загального виду (ВО) Теоретичний кресленик (ТЧ) Габаритний кресленик (ГЧ) Електромонтажний кресленик (МЭ) Монтажний кресленик (МЧ) Кресленик на пакування (УЧ) Схема (за ГОСТ 2.701) Електронна модель деталі Електронна модель складальної одиниці (ЭСБ) Електронна структура виробу | 2.2. Текстові документи Пояснювальна записка (ПЗ) Таблиця (ТБ) Розрахунок (РР) Інструкція (І) Технічні умови (ТУ) Програма і методика випробувань (ПМ) Експлуатаційні документи (за ДСТУ ГОСТ 2.601:2006) Ремонтні документи (за ГОСТ 2.602—95) Специфікація Відомість специфікацій (ВС) Відомість посилальних документів (ВД) Відомість покупних виробів (ВП) Відомість дозволу застосування покупних виробів (ВИ) Відомість утримувачів оригіналів (ДП) Відомість технічної пропозиції (ПТ) Відомість ескізного проєкту (ЕП) Відомість технічного проєкту (ТП) Відомість електронних документів (ВДЭ) |

## Види документів
| Код                     | Вид документа                                   | Визначення |
| ----------------------- | ----------------------------------------------- | --- |
| За ДСТУ ГОСТ 2.052:2006 | Електронна модель деталі                        | Документ, що містить електронну геометричну модель деталі і вимоги до її виготовлення і контролю (включаючи граничні відхилення розмірів, шорсткості поверхонь і ін.) |
| —                       | Кресленик деталі                                | Документ, що містить зображення деталі і інші дані, необхідні для її виготовлення і контролю |
| ЭСБ                     | Електронна модель складальної одиниці           | Документ, що містить електронну геометричну модель складальної одиниці, відповідні електронні геометричні моделі складових частин, властивості, характеристики та інші дані, необхідні для збірки (виготовлення) і контролю. До електронних моделей складальних одиниць також відносять електронні моделі для виконання гідромонтажу і пневмомонтажу |
| СБ                      | Складальний кресленик                           | Документ, що містить зображення складальної одиниці та інші дані, необхідні для її складання (виготовлення) і контролю. До складальних кресленників також відносять креслення, за якими виконують гідромонтаж і пневмомонтаж |
| ВО                      | Кресленик загального виду                       | Документ, що визначає конструкцію виробу, взаємодію його складових частин і пояснює принцип роботи виробу |
| ТЧ                      | Теоретичний кресленик                           | Документ, який визначає геометричну форму (обриси) виробу і координати розташування складових частин |
| ГЧ                      | Габаритний кресленик                            | Документ, що містить контурне (спрощене) зображення виробу з габаритними, установочними і приєднувальними розмірами |
| МЭ                      | Електромонтажний кресленик                      | Документ, що містить дані, необхідні для виконання електричного монтажу виробу |
| МЧ                      | Монтажний кресленик                             | Документ, що містить контурне (спрощене) зображення виробу, а також дані, необхідні для його установки (монтажу) на місці застосування. До монтажних креслеників також відносять креслення фундаментів, що спеціально розробляються для установки виробу                                                                                             |
| УЧ                      | Кресленик на пакування                          | Документ, що містить дані, необхідні для виконання пакування виробу |
| За ГОСТ 2.701—84        | Схема                                           | Документ, на якому показані у вигляді умовних зображень чи позначень складові частини виробу і зв'язки між ними |
| За ДСТУ ГОСТ 2.053:2006 | Електронна структура виробу                     | Документ, що містить в електронній формі вміст складальної одиниці, комплексу або комплекту і ієрархічні відносини (зв'язку) між його складовими частинами та інші дані залежно від його призначення. |
| —                       | Специфікація                                    | Документ, що визначає склад складальної одиниці, комплексу або комплекту |
| ВС                      | Відомість специфікацій                          | Документ, що містить перелік усіх специфікацій складових частин виробу із зазначенням їх кількості та комплектності (куди входить) |
| ВД                      | Відомість посилальних документів                | Документ, що містить перелік документів, на які є посилання в конструкторських документах виробу |
| ВП                      | Відомість покупних виробів                      | Документ, що містить перелік покупних виробів, які застосовувались в розробленому виробі |
| ВИ                      | Відомість дозволу застосування покупних виробів | Документ, що містить перелік покупних виробів, дозволених до застосування відповідно до ГОСТ 2.124—85 |
| ДП                      | Відомість власників оригіналів                  | Документ, що містить перелік підприємств (організацій), на яких зберігають оригінали документів, розроблених і (або) застосованих для даного виробу |
| ПТ                      | Відомість технічної пропозиції                  | Документ, що містить перелік документів, що увійшли до технічну пропозицію |
| ЭП                      | Відомість ескізного проєкту                     | Документ, що містить перелік документів, що увійшли до ескізний проєкт |
| ПТ                      | Відомість технічного проєкту                    | Документ, що містить перелік документів, що увійшли в технічний проєкт |
| ПЗ                      | Пояснювальна записка                            | Документ, що містить опис пристрою і принципу дії розроблюваного вироби, а також обґрунтування прийнятих при його розробці технічних і техніко-економічних рішень |
| ВДЭ                     | Відомість електронних документів                | Документ, що містить перелік документів, виконаних в електронній формі |
| ТУ                      | Технічні умови                                  | Документ, що містить вимоги (сукупність всіх показників, норм, правил і положень) до виробу, його виготовлення, контролю, приймання і постачання, які недоцільно вказувати в інших конструкторських документах |
| ПМ                      | Програма і методика випробувань                 | Документ, що містить технічні дані, що підлягають перевірці при випробуванні виробів, а також порядок і методи їх контролю |
| ТБ                      | Таблиця                                         | Документ, що містить в залежності від його призначення відповідні дані, зведені в таблицю |
| РР                      | Розрахунок                                      | Документ, що містить розрахунки параметрів і величин, наприклад, розрахунок розмірних ланцюгів, розрахунок на міцність і ін. |
| И...                    | Інструкція                                      | Документ, що містить вказівки і правила, використовувані при виготовленні виробу (збірці, регулюванні, контролі, прийманні і т.п.) |
| Д...                    | Інші документи                                  | Документи, що встановлюються розробником у залежності від характеру і умов виробництва виробів |
| За ДСТУ ГОСТ 2.601:2006 | Експлуатаційні документи                        | Документи, призначені для використання при експлуатації, обслуговуванні і ремонті виробу в процесі експлуатації |
| За ГОСТ 2.602—95        | Ремонтні документи                              | Документи, що містять дані для проведення ремонтних робіт на спеціалізованих підприємствах |

## Назви конструкторських документів в залежності від способу їх виконання та характеру використання[3][1]
| Назва     | Визначення | Визначення |
|           | Документи у паперовій формі | Документи в електронній формі |
| --------- | --- | --- |
| Оригінали | Документи, виконані на будь-якому матеріалі, призначені для виготовлення за ними оригіналів та завірені розробником | Електронні документи, призначені для виготовлення оригіналів і підписані електронним цифровим підписом (ЕЦП) розробника |
| Правдники | Документи, оформлені справжніми встановленими підписами і виконані на будь-якому матеріалі, що дозволяє багаторазове відтворення з них копій. Допускається як правдник використовувати оригінал, репрографічну копію чи екземпляр документа, виданого друкарським способом, завізовані справжніми підписами осіб, які розробили цей документ і відповідальних за нормоконтроль | Електронні документи, оформлені встановленими ЕЦП і призначені для отримання з них копій |
| Дублікати | Копії оригіналів, забезпечують ідентичність відтворення оригіналу, виконані на будь-якому матеріалі, що дозволяє зняття з них копій | Електронні документи, отримані за допомогою електронного копіювання оригіналу, підписані встановленими ЕЦП осіб, відповідальних за їх виготовлення, і призначені для виготовлення з них копій (фотодублікат, електродублікат, діазодублікат) |
| Копії     | Документи, виконані способом, що забезпечує їх ідентичність з оригіналом (дублікатом), і призначені для безпосереднього використання при розробці, виробництві, експлуатації, ремонту виробів. Копіями є також мікрофільми-копії, отримані з мікрофільму-дубліката | Електронні документи, виконані способом, що забезпечує ідентичність їх з оригіналами (дублікатами), підписані встановленими ЕЦП осіб, відповідальних за їх виготовлення                                                                      |

## Комплектність конструкторської документації
Залежно від комплектності (повноти) комплекту конструкторських документів розрізняють:
- основний конструкторський документ;
- основний комплект конструкторських документів;
- повний комплект конструкторських документів.

Основний комплект конструкторських документів виробу об'єднує конструкторські документи, що відносяться до усього виробу (складені на увесь цей виріб в цілому), наприклад, складальний кресленик, принципова електрична схема, технічні умови, експлуатаційні документи. Конструкторські документи складових частин в основний комплект документів виробу не входять.
Повний комплект конструкторських документів виробу формують (у загальному випадку) з документів:
- основного комплекту конструкторських документів на цей виріб;
- основних комплектів конструкторських документів на усі складові частини цього виробу, застосовані по своїх основних конструкторських документах.

До складу комплекту КД на виріб або його складову частину обов'язково входить основний конструкторський документ, який повністю і однозначно визначає цей виріб і його склад. За основні конструкторські документи приймають: для деталей — кресленик деталі; для складальних одиниць, комплексів і комплектів — специфікацію.
Рекомендований склад конструкторських документів:
-	складальні кресленики машини;
-	складальні кресленики вузлів;
-	специфікації;
-	робочі кресленики деталей;
-	принципові схеми (кінематичні, гідравлічні, пневматичні, електричні, оптичні, вакуумні, суміщені тощо);
-	пояснювальна записка з технічною характеристикою машини й перевірочними розрахунками деталей та вузлів;
-	проєкт технічних умов на виготовлення, приймання, пакування й транспортування;
-	відомості покупних деталей і виробів;
-	відомості оригінальних і нормалізованих деталей і вузлів;
-	технічний паспорт;
-	інструкція з експлуатації, обслуговування та монтажу;
-	відомості погодження комплектуючих виробів;
-	програма і методика випробування;
-	сертифікат відповідності;
-	розрахунки лімітної вартості й економічної ефективності;
-	монтажна документація;
-	ремонтна документація;
-	експлуатаційна документація.

### Конструкторські документації (КД) ескізного, технічного і робочого проєктів
Конструкторські документації (КД) ескізного, технічного і робочого проєктів істотно відрізняються.
- Склад КД на стадії ескізного проєкту: 1) загальний вигляд машини (ескізний); 2) кінематична схема; 3) загальні види основних вузлів; 4) пояснювальна записка з такими розділами: а) технічна характеристика машини (призначення, габарити, маси, потужність, продуктивність, режим роботи тощо); б) опис конструкції машини із зазначенням її особливостей; в) розрахунок ТЕП роботи машини порівняно з найбільш високими показниками на цей час; 5) розрахунки (кінематичні, динамічні, на міцність та ін.).

- Склад КД на стадії технічного проєкту: 1) креслення загального вигляду машини; 2) креслення загальних виглядів вузлів машини; 3) кінематичні, електричні, гідравлічні та інші схеми; перелік комплектуючих виробів; перелік спеціального інструменту і запасних частин; 4) пояснювальна записка з такими розділами:

а) призначення та галузь використання розробленої машини; б) огляд існуючих зразків машин конкретного призначення вітчизняного і закордонного виробництва й порівняльна оцінка їх конструктивних особливостей та експлуатаційних показників;
в) короткий опис конструктивних особливостей нової машини;
г) рішення питань техніки безпеки і виробничої санітарії;
д) рішення питань технологічності з точки зору виробничих умов заводу-виробника;
є) розрахунки масштабу виробництва нових машин і ефекту від упровадження їх у народному господарстві;
4) розрахункова записка, яка містить детальні розрахунки: кінематичні, динамічні, на міцність та ін.
- Склад КД на стадії робочого проєкту:  1) креслення загальних виглядів; 2) креслення вузлів та деталей; 3) специфікація деталей; 4) кінематична, електрична, гідравлічна, пневматична схеми, циклограми тощо; 5) пояснювальна записка з технічною характеристикою і перевірними розрахунками вузлів і деталей; 6) проєкт технічних умов на виготовлення, приймання, упакування й транспортування (за необхідності включаючи креслення тари, розміщення і закріплення на залізничному рухомому потязі); 7) відомості оригінальних та нормалізованих деталей і вузлів, покупних деталей і виробів, застосування посадкових розмірів, різей, модулів тощо; 8) технічний паспорт й інструкція до експлуатації, догляду та монтажу (з пояснювальними схемами і кресленнями) з картою змащування, складеною згідно з відповідною інструкцією; 9) відомі погодження комплектуючих виробів; 10) проєкт програми випробувань.

## Позначення виробів і конструкторських документів
ГОСТ 2.201-80 встановлює єдину знеособлену класифікаційну систему позначення виробів основного і допоміжного виробництва і їх конструкторських документів усіх галузей промисловості.
Позначення виробу і основного конструкторського документа має вигляд:
АБВГ.XXXXXX.XXX
де АБВГ  — чотиризначний буквений код організації-розробника виробу;
XXXXXX  — шестизначний числовий код класифікаційної характеристики згідно з класифікатором ЄСКД;
XXX  — тризначний числовий реєстраційний номер.
Позначення неосновного документу складається з позначення виробу і коду документу, наприклад СБ — код складального креслення, Э3 — код схеми електричної принципової. Код документу не може містити більше чотирьох знаків.
Приклади:
- АВГБ.061341.021 СБ,
- АВТБ.061341.021 ТУ1,
- АВГБ.061341.021 ИЭ12.

Позначення виконань виробу і документів
- АВГБ.061341.021-01,
- АВГБ.061341.021-01 СБ,  де АВГБ.061341.021  — базова познака виробу і основного конструкторського документа;
XX  — порядковий номер виконання, в даному прикладі 01, який відокремлений від базового дефісом "-". Допускається використовувати і тризначний номер виконання - XXX. За потреби також допускається застосовувати додатковий номер виконання,розділений крапкою, наприклад "-01.01".